# Abatus philippii
Abatus philippii là một loài cầu gai thuộc họ Schizasteridae. Loài này thuộc chi Abatus và sinh sống trong các đại dương ở Nam bán cầu. Abatus philippii được Sven Lovén mô tả khoa học lần đầu tiên năm 1871.